# 王建 (前蜀)

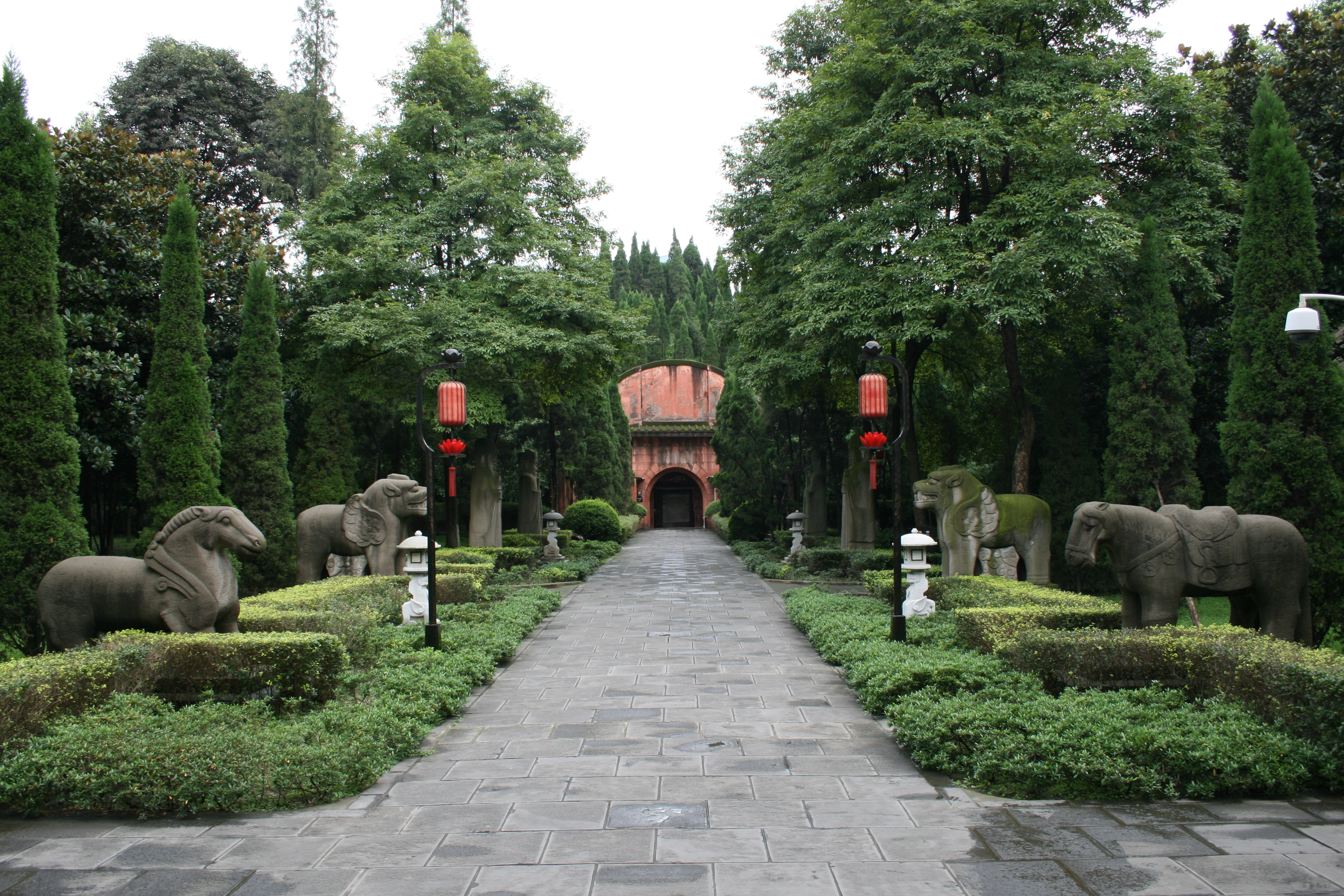
永陵墓道，正中前方为陵墓

前蜀高祖王建（847年2月26日—918年7月11日），字光圖，五代十國时期前蜀開國皇帝（907年－918年在位），许州舞阳县（今河南舞阳）人。

## 生平

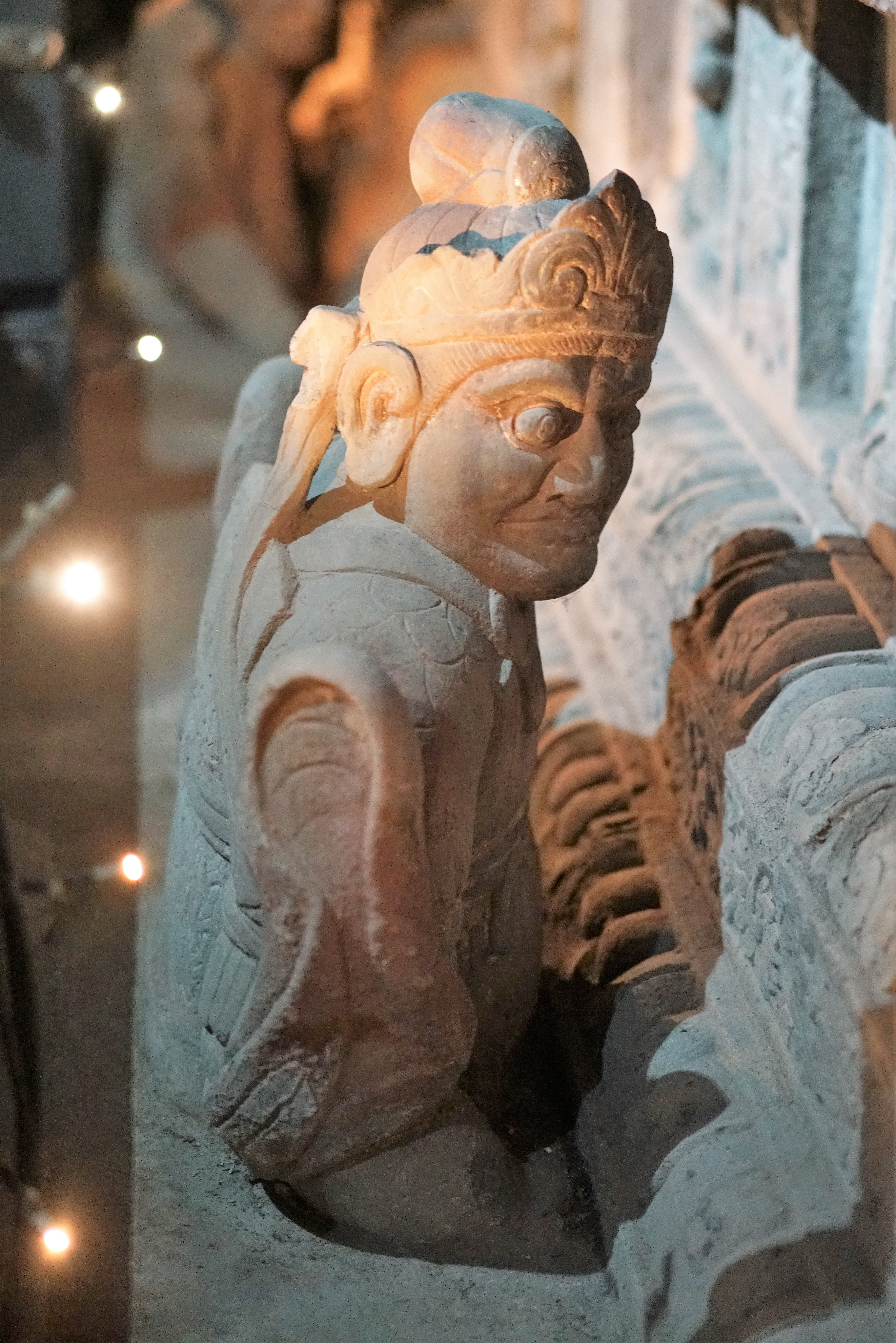
永陵扶棺力士像

少年时为无赖，以屠牛驴和贩私盐为业，乡里称为“贼王八”，黄巢起事时期投效唐朝军队，隶属忠武军。长安沦陷时他奋不顾身地护驾，號為“隨駕五都”，為忠武八都的都將之一，被唐僖宗封為西川節度使、壁州刺史，十軍觀軍容使田令孜也收他為養子。僖宗還長安後，升為御林軍宿衛將領。光啟二年（886年），僖宗又逃往興元（今陝西漢中），任命王建為“清道使”，以後他向四方發展勢力。
大順二年（891年）以精兵二千奔往成都，為陳敬瑄所阻，王建攻破鹿頭關，取漢州，攻彭州，大敗陳敬瑄五萬兵，不久攻占成都，陳敬瑄與田令孜開門出降，據西川，殺陳敬瑄、田令孜，接著又降黔南節度使王建肇，殺東川節度使顧彥暉、降武定軍節度使李思敬。乾寧四年（897年）占有東川梓州、渝州等諸州，遂有兩川兼三峽之地。天復二年（902年）取得山南西道控制權。天復三年（903年），唐昭宗又封他為蜀王，成为当时最强大的几个割据势力之一。次年，朱温挟持昭宗迁都洛阳，改元天祐，王建不承认，继续使用天復年号。
唐哀帝天祐四年（907年）唐亡，王建因不服後梁而自立為皇帝，国号“大蜀”，史称“前蜀”，定都成都，当年沿用唐朝天復年号，次年建年号“武成”。在位12年。在位时期，励精图治，注重农桑，兴修水利，扩张疆土，实行“与民休息”的政策，蜀中大治。死后谥号神武聖文孝德明惠皇帝，庙号高祖，葬于成都的永陵（今成都市西延线永陵路）。

## 家庭

### 后妃

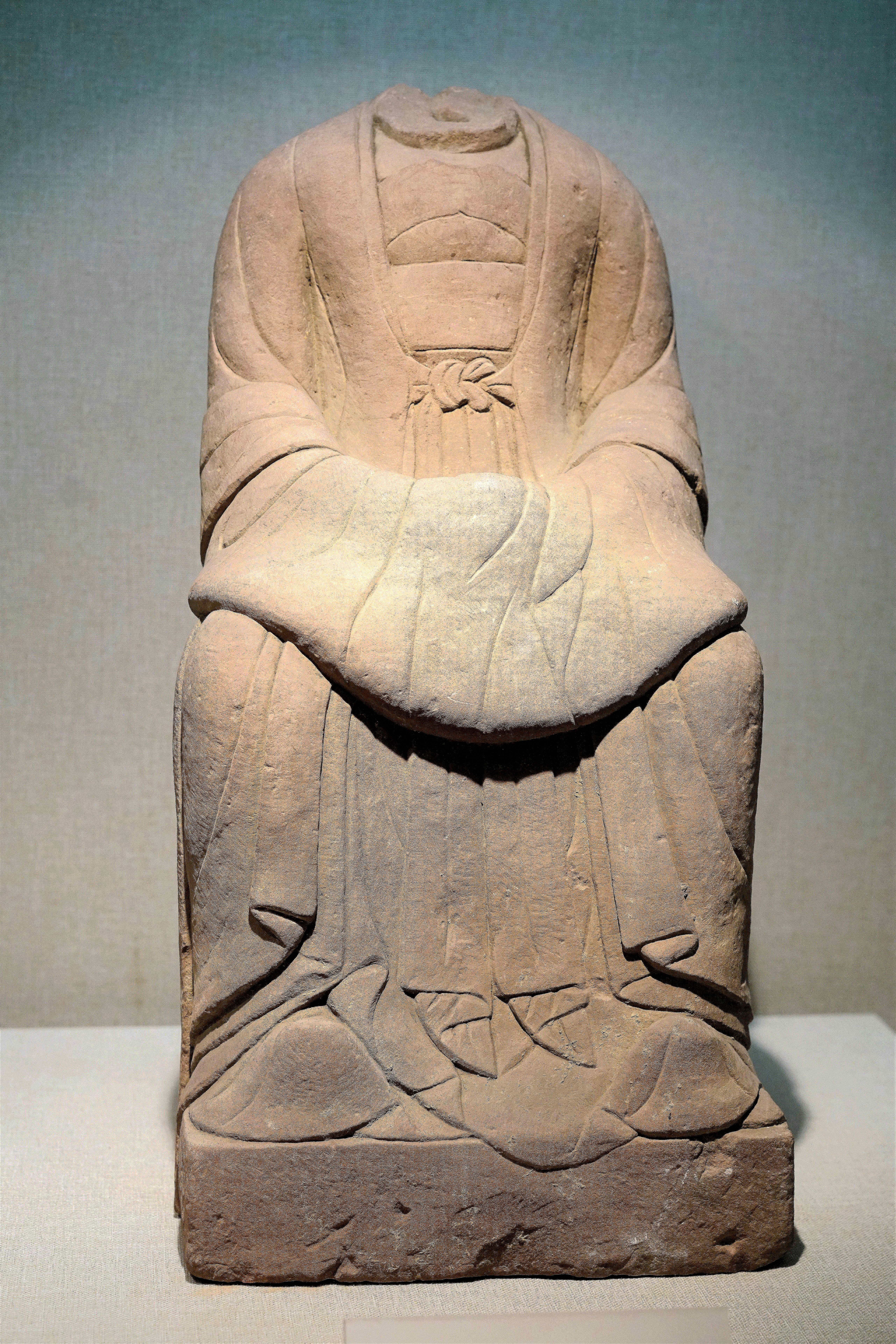
周后坐像

- 周皇后
- 張貴妃，生王元膺
- 徐賢妃，生王宗衍
- 徐淑妃 （小徐妃，又稱花蕊夫人）
- 萧夫人，后下嫁王宗弁
- 马姬，生王宗仁
- 宋姬
- 陈姬，生王宗纪、王宗特
- 乔姬，生王宗杰
- 褚姬，生王宗泽、王宗鼎、王宗平

### 子女

#### 子
1. 普王/衛王 王宗仁
2. 遂王/太子/庶人 王元膺
3. 豳王 王宗輅，926年被后唐莊宗处决
4. 趙王 王宗紀，926年被后唐莊宗处决
5. 韓王 王宗智，926年被后唐莊宗处决
6. 宋王 王宗澤，926年被后唐莊宗处决
7. 魯王 王宗鼎，926年被后唐莊宗处决
8. 信王 王宗傑，918年卒
9. 薛王 王宗平，926年被后唐莊宗处决
10. 莒王 王宗特，926年被后唐莊宗处决
11. 后主 王宗衍

#### 女
- 普慈公主，嫁李茂贞侄李继崇
- 安康公主
- 峨眉公主，嫁劉知俊子劉嗣湮

#### 养子
- 晋公王宗佶，本姓甘，908年被诛
- 乐安王王宗侃，本名田师侃，后改魏王
- 王宗涤，本名华洪，902年被诛
- 王宗翰，本姓孟，王建姐晋国夫人之子，910年封集王
- 巨鹿王王宗弼，本名魏弘夫，后改齐王，925年被郭崇韬处决
- 琅琊王王宗黯，本名吉谏
- 王宗弁，本名鹿弁
- 王宗本，本名谢从本
- 王宗阮，本名文武坚
- 临颍王王宗播，本名许存
- 王宗俦，924年卒
- 王宗谨，本名王钊
- 临洮王王宗绾，本名李绾
- 王宗儒，本名杨儒
- 王宗浩，911年溺死
- 王宗朗，本名全师朗
- 王宗渥，本名郑渥，925年被李继岌处决
- 夔王王宗範，本姓张，张贵妃与前夫之子
- 临淄王王宗瑶，本名姜郅
- 王宗训，本名王茂权，914年被杀
- 王宗勉，本名赵章
- 王宗锷
- 琅琊王王宗夔
- 琅琊王王宗裔
- 王宗矩，本名侯矩
- 王宗祐
- 王宗汾
- 王宗信
- 王宗贺
- 王宗绍
- 王宗洪
- 王宗铎
- 王宗鲁
- 王宗昱
- 王宗勋，925年被李继岌处决
- 王宗晏
- 王宗汭，925年被李继岌处决
- 王宗伟
- 王宗宪，本姓许
- 王宗俨，925年被李继岌处决
- 王宗威

### 孙
- 王承祧，王宗衍子
- 王承祀，王宗衍子
- 王令仪，父不详。后蜀少府少监。后蜀都官郎中徐及甫谋奉他为主作乱，未果，后被人告发，于959年十二月甲午（公元960年1月24日）被赐死。
- 王承检，义孙

## 延伸阅读
[在维基数据编辑]
 在维基文库阅读此作者作品
 《舊五代史/卷136》，出自薛居正《舊五代史》